# Codex Macedoniensis
- Papyrus
- Onciale
- Minuscules
- Lectionnaire

Le Codex Macedonensis, portant le numéro de référence  Y ou 034 (Gregory-Aland), est un manuscrit de vélin en écriture grecque onciale.

## Description
Le codex se compose de 309 folios. Il est écrit sur une colonne à 16 lignes. Les dimensions du manuscrit sont 18 x 13 cm,. 
Les paléographes sont unanimes pour dater ce manuscrit du IXe siècle. 
Il contient les évangiles avec six lacunes (Matthieu 1,1-9,11 ; 10,35-11,4 ; Luc 1,26-36 ; 15,25-16,5 ; 23,22-34 ; Jean 20,27-21,17). 
Texte
Ce codex est un représentant du type  byzantin. Kurt Aland le classe en Catégorie V. 
Manquent Matthieu 16,2b-3 et Pericope Adulterae (Jean 7,53-8,11),.
Il est conservé à la Bibliothèque de l'université de Cambridge (Add. 6594),.